# Villeneuve-Loubet

Villeneuve-Loubet este o comună în departamentul Alpes-Maritimes din sud-estul Franței. În 1 ianuarie 2022 avea o populație de 16.729 de locuitori.